# Ludwik IV Henryk de Bourbon-Condé
Ludwik Henryk de Bourbon-Condé, fr. Louis Henri de Bourbon (ur. 18 sierpnia 1692 w Wersalu, zm. 27 stycznia 1740 w Chantilly) – pierwszy minister Francji od grudnia 1723 roku, gdy zmarł poprzedni pierwszy minister Filip II Burbon-Orleański, do czerwca 1726 roku, kiedy wycofał się do swej posiadłości w Chantilly.

## Życiorys
Urodził się jako najstarszy syn Ludwika, księcia de Condé (1668–1710), i Ludwiki Franciszki, mademoiselle de Nantes (1673–1743), nieślubnej córki króla Ludwika XIV. Był prawnukiem Ludwika II, znanego jako Wielki Kondeusz, który zmarł w 1686.
Był dwukrotnie żonaty. 9 lipca 1713 poślubił Marię Annę de Bourbon-Conti (1689–1720), córkę Franciszka Ludwika, księcia de Conti. Para nie miała dzieci. 23 lipca 1728 ożenił się po raz drugi, z Karoliną (Caroliną lub Charlottą) Hesse-Rotenburg (1714–1741). Para ta miała jednego syna - Ludwika V Józefa (1736–1818), następnego księcia de Condé, który był dowódcą tzw. "Armii Kondeusza", podczas rewolucji francuskiej.
Największy wpływ na niego miała jego metresa - Markiza de Prie, i to dzięki niej np. królową Francji została Maria Leszczyńska, córka byłego króla Polski - Stanisława Leszczyńskiego.